# 馬場家御師住宅
馬場家御師住宅（ばばけおしじゅうたく）は、東京都青梅市御岳山にある茅葺屋根の歴史的建造物（住宅建築）。武蔵御嶽神社の宿坊のひとつ。東京都指定有形文化財である。

## 概要
馬場家は、戦国時代に甲斐国を治めていた武田氏に仕えた重臣であり武田四天王と称される武将・馬場美濃守信春（ばばみののかみのぶはる）の末裔と伝えられる。万治2年（1659年）に死去した左衛門を初代とし、東京都青梅市御岳山に鎮座する武蔵御嶽神社の御師を代々世襲している。現在の当主は14代目。
現存する建物は慶応2年（1866年）に10代目当主駿河が寵愛する妻、茂よのために実家である須﨑家に倣って建築したとされ、両家の図面も現存する。棟札に記された設計者は滝島河内。建物内部には、武蔵御嶽神社に参詣する講のための書院造風の座敷や内神殿、江戸時代の室（むろ）や汲み取り式便所も残存する。1989年（平成元年）に東京都指定有形文化財に指定された。
2015年（平成27年）より茅葺屋根の葺き替え及び建物内部の改修工事が行われ、2018年（平成30年）3月に竣工した。

## 所在地
東京都青梅市御岳山54。

## アクセス
- 公共交通機関

1. JR青梅線「御嶽駅」下車
2. 「御嶽駅」より西東京バスで「ケーブル下」停留所下車（10分）
3. 御岳登山鉄道「滝本駅」より「御岳山駅」下車（6分）
4. 御岳山駅より徒歩（8分）

- 駐車場
  - 「滝本駅」に有料駐車場有。
- 徒歩
  - 「滝本駅」より山上まで参道を徒歩約1時間。

- 一般車は滝本駅まで乗り入れ可能。滝本駅から山頂までは指定車両以外は通行禁止。

## 公開状況
通年・外観　9:30～16:30（ただし、10月～3月は16:00まで）